# Museu Internacional da Espionagem
O Museu Internacional da Espionagem é um museu privado dedicado à técnicas de espionagem (tradecraft), história e do papel contemporâneo da espionagem, com a maior coleção de artefatos de espionagem para exibição pública do mundo. O museu localiza-se na capital estadunidense, Washington, D.C.. Em abril de 2015, foram lançados os planos para um novo museu projetado pelo Rogers Stirk Harbour + Partners. O museu será tranferido para L'Enfant Plaza, com a reabertura esperada em 2018.
Mais de 750 artefatos estão em exibição pública dentro do espaço de exposição de 1900 m², expondo fotografias históricas, exibições interativas, filmes e vídeos. A coleção permanente traça a história completa da espionagem, dos impérios gregos e romanos, o Império Britânico, a Guerra Revolucionária Americana, a Guerra de Secessão, as duas Guerras Mundiais, a Guerra Fria e a atividade de espionagem atual.

## História
O Museu Internacional da Espionagem foi construído e fundado por Milton Maltz e pelo The House on F Street, L.L.C. a um custo de aproximadamente US$ 40 milhões. O museu foi conceituado primeiramente em 1996 e aberto ao público em 2002. É um dos poucos museus em Washington D.C. que cobram a entrada.
O museu foi formado como uma organização com fins lucrativos por Milton Maltz e The Malrite Company. Milton Maltz, um decodificador durante a Guerra da Coreia, fundou o Malrite Communications Group em 1956 (que mais tarde se tornaria The Malrite Company) e foi CEO até ser vendido em 1998.

## Coleção permanente
Mais de 750 artefatos estão exibição pública dentro do espaço de exposição de 1.900 m². Além disso, a coleção é suportada por fotografias históricas, exibições interativas, filmes e vídeos. A coleção permanente traça a história completa da espionagem dos impérios grego e romanos, do Império Britânico, da Guerra Revolucionária Americana, da Guerra Civil Americana, das Guerras Mundiais, da Guerra Fria e da atividade de espionagem atual. As exposições incluem:
- Disfarce: os visitantes começam sua missão adotando uma identidade de disfarce e aprendendo por que um agente precisa de uma segunda identidade. Então eles são levados para uma sala de informações para serem apresentados ao mundo real da espionagem.

- Escola para espiões: esta seção fornece uma introdução ao tradcraft de espionagem e descreve muitas das habilidades e ferramentas essenciais para um espião. Ele explora diferentes motivações que levam as pessoas ao mundo clandestino, como são recrutadas e treinadas e como elas operam.

- The Secret History of History: esta série de galerias narra a história da espionagem em tempos bíblicos até o início do século XX. Explora fenômenos como a institucionalização da espionagem nos primeiros anos da União Soviética e traça a ascensão da tecnologia de espionagem, como a fotografia. Ele também examina o papel que as mulheres desempenharam na espionagem e revela figuras históricas bem conhecidas que também eram espiãs, incluindo George Washington e o autor Daniel Defoe.

- Espiões entre nós: essas exposições, filmes e vídeos examinam a espionagem durante a Segunda Guerra Mundial, mostrando histórias de espiões na vida real. Eles exploram o papel das operações de criação de código e de roubo de códigos e ensinam várias maneiras de criar, quebrar e ocultar mensagens codificadas através de exposições interativas. Uma exposição sobre espiões de celebridades detalha figuras famosas que tiveram carreiras separadas na espionagem sem conhecimento do público, incluindo a cantora Josephine Baker, a chef Julia Child, a lenda do beisebol Moe Berg, o diretor de cinema John Ford e a atriz Marlene Dietrich.

- O século XXI: os desafios enfrentados pelos profissionais de inteligência em todo o mundo no século XXI são abordados no filme Ground Truth. A ameaça iminente da guerra cibernética é abordada em Weapons of Mass Disruption.

## Exposições especiais
Estranhamente mau: 50 ano de bandidos de James Bond: em 16 de fevereiro de 2012, o Museu Internacional da Espionagem abriu a mais nova exposição interativa: "Exquisitely Evil: 50 Years of Bond Villains", comemorando o aniversário de ouro da franquia do filme James Bond - de Dr. No, de 1962, até Skyfall, de 2012 - com foco detalhado nos adversários do memorável 007. A exposição explora como os malfeitores e suas tramas evoluíram para refletir as ameaças do mundo real e como James Bond influenciou a percepção pública da espionagem real. Além de mais de 110 artefatos históricos e cinematográficos dos 23 filmes, a exposição apresenta vídeos em que os membros da comunidade de inteligência comentam sobre os filmes de Bond e compartilham seus "momentos de Bond".

## Operação de Espionagem
O museu também tem uma exposição interativa chamada Spy Operation, onde os visitantes assumem o papel de agentes secretos e participam de uma simulação de espião em Hollywood de uma hora em que eles se deslocam de uma área para outra e são confrontados com enigmas, tarefas, simuladores de movimentos, efeitos sonoros e mensagens de vídeo enquanto trabalha, através de uma missão envolvendo intepretação de um acordo secreto de armas, que inclui armamento nuclear. Esta exposição tem uma taxa de admissão separada da entrada da exposição permanente do museu.

## Espião na cidade
Em 2009, o museu iniciou uma atração interativa chamada Spy in the City, em que os visitantes recebem um dispositivo de GPS e ficam encarregados de encontrar pistas perto de vários pontos de referência na área ao redor do museu com o objetivo de cumprir uma missão de obtenção de senha de uma arma secreta.

## Programas educacionais
Uma ampla gama de programas educacionais e culturais são oferecidos para estudantes, adultos e famílias, incluindo palestras acadêmicas, filmes, autógrafos de livros, oficinas práticas, pacotes turísticos, entre outros eventos especiais ao longo do ano.

## Loja do museu
A loja de 5 mil m² do Museu Internacional da Espionagem possui uma seleção diversificada de mercadorias que reflete a apresentação do museu e da história da espionagem

## Programa de televisão
Em 2003, o museu forneceu ideias de histórias, espiões convidados e conjuntos de locais para a série de televisão documental SpyGames. Um trailer e 13 episódios foram produzidos antes da série ter sido cancelada.